# Discocyrtus areolatus
Discocyrtus areolatus is een hooiwagen uit de familie Gonyleptidae.